# Кавендиш, Дебора
Дебора Вивьен Кавендиш, герцогиня Девонширская (англ. Deborah Vivien Cavendish, Duchess of Devonshire, урождённая Фримен-Митфорд, англ. Freeman-Mitford; 31 марта 1920, Эстхолл, Оксфордшир, Великобритания — 24 сентября 2014, Чатсуорт-хаус, Дербишир, Великобритания) — британская аристократка, писательница и мемуаристка, младшая из шести сестёр Митфорд, которые играли заметную роль в жизни английского общества 1940-х годов.

## Биография
Дебора Фримен-Митфорд родилась в фамильном имении Митфордов, влиятельной аристократической семьи Англии. Она была младшей из семи детей в семье. У неё были пять сестёр: Нэнси (1904—1973), Памела (1907—1994), Диана (1910-2003), Юнити Валькирия (1914—1948) и Джессика (1917—1996), а также брат Томас (1909—1945). Сёстры по большей части получили домашнее образование, так как их родители считали, что девочкам важнее удачно выйти замуж.
Сёстры Митфорд как представительницы «золотой молодёжи» играли заметную роль в английском обществе довоенного времени. Юнити была сторонницей идей национал-социализма и поклонницей Адольфа Гитлера, Диана придерживалась сходных взглядов и была активисткой Британского союза фашистов, которым управлял её супруг Освальд Мосли. Джессика, напротив, стала коммунисткой и левой политической активисткой, Нэнси — писательницей и историком. Дебора и Памела предпочли более тихую семейную жизнь. Тем не менее, как и сёстры, Дебора встречалась с многими высокопоставленными государственными деятелями, в том числе с Гитлером, Черчиллем и Кеннеди.
В 1941 году Фримен-Митфорд вышла замуж за британского аристократа и политика Эндрю Кавендиша, с которым познакомилась в Мейфэре. В 1950 году он стал 11-м герцогом Девонширским. Дебора сыграла ключевую роль в реставрации семейного имения Кавендишей Чатсуорт-хаус. Во дворце был проведён свет, водопровод и канализация, отреставрированы спальни, кухня, ванные комнаты, комнаты для службы. Благодаря усилиям Деборы замок стал популярной достопримечательностью и местом съёмок нескольких кинофильмов.
Кавендиш опубликовала больше десятка художественных книг и мемуаров. Среди её работ есть книги о жизни и отношениях сестёр Митфорд. В 1999 году Елизавета II наградила её званием дамы-командора Королевского Викторианского ордена. В 2003 году умерла Диана Митфорд, последняя оставшаяся сестра Деборы и самая близкая ей. Эта смерть стала тяжёлым ударом для Деборы. Её супруг скончался в 2004 году, спустя 11 лет в 2014 году умерла она. Принц Чарльз выразил соболезнования семье вдовствующей герцогини.

## Брак и дети
Дебора Фримен-Митфорд вышла замуж в 1941 году за Эндрю Кавендиша, 11-о герцога Девонширского. В браке родилось шестеро детей, трое из них умерли вскоре после появления на свет.
- Марк Кавендиш (род. 14 ноября 1941, умер в тот же день)
- Эмма Кавендиш (род. 26 марта 1943), в 1963 г вышла замуж за Тобиаса Теннанта, сына Кристофера Грея, 2-го барона Гленконнера, трое детей: Изабелла (род. 1964), Эдвард Тобиас (род. 1967),  Стелла Теннант[англ.] (1970-2020)
- Перегрин Кавендиш, 12-й герцог Девонширский (род. 27 апреля 1944)
- Виктор Кавендиш (род. 22 мая 1947, умер в тот же день)
- Мэри Кавендиш (род. 5 апреля 1953, умерла в тот же день)
- София Луиза Сидни Кавендиш[англ.] (род. 18 марта 1957)